# Опольський повіт (Люблінське воєводство)
Опольський повіт (пол. powiat opolski) — один з 20 земських повітів Люблінського воєводства Польщі.
Утворений 1 січня 1999 року в результаті адміністративної реформи.

## Загальні дані
Адміністративний центр — місто Ополе-Любельське.
Станом на 1.01.2008 населення становить 62 662 осіб, площа 810,03 км².

## Демографія
Демографічні дані повіту станом на 30.06.2005:
|       | Всього | Всього | Жінки  | Жінки | Чоловіки | Чоловіки |
| ----- | ------ | ------ | ------ | ----- | -------- | -------- |
|       | осіб   | %      | осіб   | %     | осіб     | %        |
| Повіт | 63 360 | 100    | 32 433 | 51,2  | 30 927   | 48,8     |
| Міста | 18 902 | 100    | 9957   | 52,7  | 8945     | 47,3     |
| Села  | 44 458 | 100    | 22 476 | 50,6  | 21 982   | 49,4     |